# Good Life
Good Life – singel amerykańskiej grupy pop-rockowej OneRepublic z ich drugiego albumu studyjnego Waking Up. Autorami utworu są członkowie zespołu Ryan Tedder, Brent Kutzle i Eddie Fisher oraz amerykański kompozytor i producent Noel Zancanella. Producentami są Tedder, Kutzle i Zancanella.
Piosenka została wydana 19 listopada 2010 roku jako czwarty singel z albumu Waking Up. W Stanach Zjednoczonych została wydana jako trzeci singel i odniosła duży sukces komercyjny zajmując 8. miejsce na liście Billboard Hot 100 oraz uzyskując status potrójnej platyny. Do stycznia 2014 roku singel nabyto w ilości 3 309 000 egzemplarzy.
W czerwcu 2011 roku został wydany remiks utworu stworzony przez amerykańskiego rapera B.o.B.

## Lista utworów
CD Singel, digital download
- „Good Life” (new mix version) – 4:05
- „Good Life” (Demolition Crew remix) – 4:12

Digital download – remix
- „Good Life” (remiks z B.o.B) – 3:50

## Promocja singla
W marcu 2011 roku grupa zaprezentowała utwór w programie The Ellen DeGeneres Show. W kwietniu zespół wystąpił w amerykańskim programie Dancing with the Stars, gdzie oprócz „Good Life”, wykonał także wcześniejszy singel „All the Right Moves”. W maju grupa zaprezentowała singel „Good Life” podczas gali Billboard Music Awards. Wokalista zespołu Ryan Tedder wystąpił również z Far East Movement wykonując ich wspólny singel „Rocketeer”. W czerwcu zespół wystąpił w programie The Voice śpiewając „Good Life” w duecie z uczestniczką programu, Beverly McClellan. Miesiąc później zespół zaprezentował singel podczas gali Teen Choice Awards, gdzie otrzymał nominacje do nagrody w kategorii Grupa roku i Najlepsza piosenka rockowa (Good Life) oraz w programie Live with Kelly and Michael. W listopadzie 2011 zespół wystąpił podczas gali American Music Awards, gdzie otrzymał nominację w kategorii Najlepszy zespół/grupa oraz podczas Disney Parks Christmas Day Parade wyemitowanego przez ABC'.
Piosenka zyskała większą popularność przez wykorzystanie jej w mediach. Utwór wykorzystano w filmach Jedz, módl się, kochaj, Jeden dzień oraz serialach Cougar Town: Miasto kocic, Plotkara, Pogoda na miłość, Nowe gliny i 90210. Utwór został wykorzystany także w reklamach Disney oraz w reklamie Hondy.

## Odbiór utworu
Ogólny odbiór utworu był pozytywny. Johny Hill z About.com pochwalił „Good Life” za tekst, do którego każdy może się odnieść oraz unikalną muzykę wyróżniającą się w radiu spośród wszystkich podobnie brzmiących piosenek. Pochwalił także autora tekstu i producenta, Ryana Teddera za talent do włączania w muzykę elementów, których nie można znaleźć w piosenkach popowych. Hill dodał, że połączenie bębnów, nadających piosence charakter marszu z gwizdkiem i śpiewem Teddera sprawia, że utwór staje się wyjątkowy, dzięki czemu pozostaje w umysłach słuchaczy znacznie dłużej niż się tego oczekuje. Autor uznał „Good Life” za bardzo radosny i podnoszący na duchu utwór przyznając mu najwyższą ocenę ().
Rolling Stone umieścił „Good Life” na liście 15 Best Whistling Songs of All Time (15 Najlepszych Gwizdanych Piosenek Wszech Czasów).

## Teledysk
Oficjalny teledysk do utworu miał premierę 14 lutego 2011 roku i został wyreżyserowany przez Ethana Ladera. Klip został nakręcony w górskiej dolinie w West Hills w Kalifornii i pokazuje zespół wykonujący utwór w polu.
W grudniu 2011 roku w Walt Disney World został nakręcony drugi teledysk. W klipie zespół występuje przed zamkiem Cinderella Castle, widać także ujęcia, w których członkowie zespołu korzystają z wielu atrakcji parku.

## Pozycje na listach i certyfikaty
| Notowanie (2010/2011)                | Najwyższa pozycja |
| ------------------------------------ | ----------------- |
| Austria (Ö3 Austria Top 40)          | 9                 |
| Belgia (Ultratop 50 Wallonia)        | 10                |
| Dania (Tracklisten)                  | 19                |
| Holandia (Dutch Top 40)              | 25                |
| Holandia (Single Top 100)            | 58                |
| Irlandia (Irish Single Chart)        | 41                |
| Kanada (Canadian Hot 100)            | 5                 |
| Luksemburg (Billboard Digital Songs) | 8                 |
| Niemcy (Media Control Charts)        | 19                |
| Nowa Zelandia (Recorded Music NZ)    | 22                |
| Portugalia (Singles Top 50)          | 19                |
| Słowacja (Radio Top 100)             | 19                |
| Szwecja (Sverigetopplistan)          | 41                |
| Szwajcaria (Schweizer Hitparade)     | 14                |
| Świat (World Singles Top 40)         | 19                |
| USA (Billboard Adult Contemporary)   | 2                 |
| USA (Billboard Adult Pop Songs)      | 1                 |
| USA (Billboard Digital Songs)        | 6                 |
| USA (Billboard Hot 100)              | 8                 |
| USA (Billboard Pop Songs)            | 6                 |
| USA (Billboard Radio Songs)          | 8                 |

| Notowanie (2011)               | Pozycja |
| ------------------------------ | ------- |
| Austria (Ö3 Austria Top 40)    | 71      |
| Kanada (Canadian Hot 100)      | 36      |
| USA (Adult Contemporary Songs) | 7       |
| USA (Adult Pop Songs)          | 2       |
| USA (Billboard Digital Songs)  | 40      |
| USA (Billboard Hot 100)        | 25      |
| USA (Billboard Pop Songs)      | 25      |
| USA (Billboard Radio Songs)    | 18      |

| Kraj/region       | Wydawca           | Certyfikat          |
| ----------------- | ----------------- | ------------------- |
| Australia         | ARIA              | 2× platynowa płyta  |
| Austria           | IFFPI Austria     | 2× platynowa płyta  |
| Brazylia          | Pro-Música Brasil | złota płyta         |
| Dania             | IFPI              | złota płyta         |
| Nowa Zelandia     | RMNZ              | złota płyta         |
| Stany Zjednoczone | RIAA              | 3 × platynowa płyta |
| Włochy            | FIMI              | złota płyta         |
| Wielka Brytania   | BPI               | złota płyta         |

| Kraj/region       | Wydawca           | Certyfikat          |
| ----------------- | ----------------- | ------------------- |
| Australia         | ARIA              | 2× platynowa płyta  |
| Austria           | IFFPI Austria     | 2× platynowa płyta  |
| Brazylia          | Pro-Música Brasil | złota płyta         |
| Dania             | IFPI              | złota płyta         |
| Nowa Zelandia     | RMNZ              | złota płyta         |
| Stany Zjednoczone | RIAA              | 3 × platynowa płyta |
| Włochy            | FIMI              | złota płyta         |
| Wielka Brytania   | BPI               | złota płyta         |